# العلاقات الأنغولية المصرية
العلاقات الأنغولية المصرية هي العلاقات الثنائية التي تجمع بين أنغولا ومصر.

## مقارنة بين البلدين
هذه مقارنة عامة ومرجعية للدولتين:
| وجه المقارنة                                              | أنغولا           | مصر           |
| --------------------------------------------------------- | ---------------- | ------------- |
| المساحة (كم2)                                             | 1.25 مليون       | 1.01 مليون    |
| عدد السكان (نسمة)                                         | 29.78 مليون      | 94.80 مليون   |
| الكثافة السكانية (ن./كم²)                                 | 23.82            | 93.86         |
| العاصمة                                                   | لواندا           | القاهرة       |
| اللغة الرسمية                                             | اللغة البرتغالية | اللغة العربية |
| العملة                                                    | كوانزا أنغولي    | جنيه مصري     |
| الناتج المحلي الإجمالي (بليون دولار)                      | 124.21 مليار     | 235.37 مليار  |
| الناتج المحلي الإجمالي (تعادل القوة الشرائية) بليون دولار | 184.83 مليار     | 998.67 مليار  |
| الناتج المحلي الإجمالي الاسمي للفرد دولار أمريكي          | 4.10 ألف         | 3.61 ألف      |
| الناتج المحلي الإجمالي للفرد دولار أمريكي                 |                  |               |
| مؤشر التنمية البشرية                                      | 0.533            | 0.690         |
| رمز المكالمات الدولي                                      | +244             | +20           |
| رمز الإنترنت                                              | .ao              | .eg، .مصر     |
| المنطقة الزمنية                                           | ت ع م+01:00      | ت ع م+02:00   |

## منظمات دولية مشتركة
يشترك البلدان في عضوية مجموعة من المنظمات الدولية، منها:
| علم المنظمة | اسم المنظمة                        | تاريخ انضمام أنغولا | تاريخ انضمام مصر |
| ----------- | ---------------------------------- | ------------------- | ---------------- |
|             | البنك الإفريقي للتنمية             | ?                   | 10 سبتمبر 1964   |
|             | الاتحاد الأفريقي                   | 11 فبراير 1979      | 9 يوليو 2002     |
|             | منظمة التجارة العالمية             | ?                   | 30 يونيو 1995    |
|             | منظمة الشرطة الجنائية الدولية      | ?                   | 7 سبتمبر 1923    |
|             | مؤسسة التمويل الدولية              | 19 سبتمبر 1989      | 20 يوليو 1956    |
|             | يونسكو                             | 11 مارس 1977        | 22 يناير 1947    |
|             | البنك الدولي للإنشاء والتعمير      | 19 سبتمبر 1989      | 27 ديسمبر 1945   |
|             | مؤسسة التنمية الدولية              | 19 سبتمبر 1989      | 26 أكتوبر 1960   |
|             | الأمم المتحدة                      | 1 ديسمبر 1976       | 24 أكتوبر 1945   |
|             | وكالة ضمان الاستثمار متعدد الأطراف | 19 سبتمبر 1989      | 12 أبريل 1988    |
|             | الاتحاد الدولي للاتصالات           | 13 أكتوبر 1976      | 9 ديسمبر 1876    |
|             | الاتحاد البريدي العالمي            | ?                   | ?                |

## وصلات خارجية
- موقع وزارة الخارجية الأنغولية
- موقع وزارة الخارجية المصرية